# Marie Louise Asseu
Marie Louise Asseu (21 de noviembre de 1966 - 7 de diciembre de 2016) fue una actriz, directora y productora de cine marfileña, más conocida como Malou. Fue fundadora del Festival Limale de Cote d 'Ivore. 

## Biografía
Durante 2011, escapó de un atentado en su contra realizado por una multitud de jóvenes. Según un diario, el rumor de una aventura con Patrick Achi, político local, llevó a una turba armada con garrotes y otras armas a intentar llegar hasta ella con la aparente intención de lincharla. sin embargo, fue rescatada por un hombre.

## Carrera
Asseu participó en diferentes programas de televisión en Costa de Marfil, incluido "Mon Experience" ("My Experience") del canal RTI. Durante 2012, debutó como directora con Les infideles. También participó como actriz en Bal Poussière (1989), Faut pas fâcher (1995),
Ma famille (2003-2007) y como productora en Un homme pour deux sœurs y 
L'Histoire des copines. En 2012 dirigió Les infidèles.

## Muerte
Tuvo problemas de salud durante los últimos años de su vida. Días antes de morir fue hospitalizada tras sufrir lo que los médicos describieron como un derrame cerebral leve. Los doctores no comentaron sobre su condición a pesar del interés del público y los medios que se esforzaron por obtener información relacionada con ella. Tras salir del hospital, mientras se creía que estaba en recuperación, sufrió un segundo derrame el 17 de noviembre de 2016. Falleció el 7 de diciembre.